# Littorin
Littorin är en svensk släkt som härstammar från Carl Littorin (1718-1787) i Stora Stålarp i Viby socken, Östergötland. Han blev far till tio barn. 

## Personer med efternamnet Littorin
- Sven Henrik Littorin (1833 – 1903), riksdagsledamot av första kammaren.
- Krister Littorin (1879 – 1939), svensk industriman och Ivar Kreugers närmaste medarbetare.
- Sverker Littorin (1955 –), kommunpolitiker för kristdemokraterna.
- Sven Otto Littorin (1966 –), svensk moderat politiker och fd. arbetsmarknadsminister i regeringen Reinfeldt.
- Anna Littorin (1974 –), skådespelare.